# Dream Theater
Pour les articles homonymes, voir Dream Theater (album).
Dream Theater est un groupe de metal progressif américain, originaire de Long Island dans l'état de New York. Le groupe est actuellement composé de James LaBrie (chant), John Petrucci (guitare), John Myung (basse), Jordan Rudess (claviers) et Mike Portnoy (batterie) .
Formé en 1985 par le guitariste John Petrucci, le batteur Mike Portnoy et le bassiste John Myung, le groupe est complété par le claviériste Kevin Moore et dans un premier temps par le chanteur Chris Collins avant que celui-ci ne soit remplacé par Charlie Dominici. Dream Theater sort son premier album When Dream and Day Unite en 1989 mais c'est en 1992 avec l'album Images and Words qu'il connaît le succès. Le groupe allie à la fois la complexité des compositions propre au rock progressif, une grande maîtrise technique et un son proche du heavy metal. Après une longue tournée mondiale, il sort en 1994 l'album Awake dans la continuité du précédent, puis une longue suite progressive de 23 minutes intitulée A Change of Seasons (1995). Sa maison de disque souhaite alors capitaliser sur son succès et l'incite à composer un album plus commercial avec des morceaux pouvant être facilement diffusés à la radio. L'échec relatif de l'album Falling into Infinity (1998) permet au groupe de retrouver sa liberté artistique. En 1999, il sort avec son nouveau claviériste Jordan Rudess l'album Metropolis Part 2: Scenes from a Memory, un concept-album dans la tradition du rock progressif.
Au cours des années 2000, le groupe enchaîne les albums et les tournées sans qu'il n'y ait de tournant majeur ni dans la vie du groupe ni dans la musique proposée mais en 2010, le batteur Mike Portnoy, un des piliers du groupe depuis le début, annonce son départ de Dream Theater. Il est remplacé par Mike Mangini. 13 ans plus tard, le 25 octobre 2023, le groupe annonce son retour.
En plus de leurs nombreux albums, les membres de Dream Theater participent tous à de nombreux projets parallèles. James LaBrie a enregistré plusieurs albums solo. John Myung crée avec Ty Tabor (King's X) et Rod Morgenstein (Dixie Dregs) les groupes Platypus et The Jelly Jam. Jordan Rudess, Mike Portnoy et John Petrucci ont participé avec Tony Levin à Liquid Tension Experiment et Mike Portnoy fait partie avec Neal Morse (ex Spock's Beard), Roine Stolt (The Flower Kings) et Pete Trewavas (Marillion) du « supergroupe » de rock progressif Transatlantic.

## Biographie

### Débuts (1985–1990)

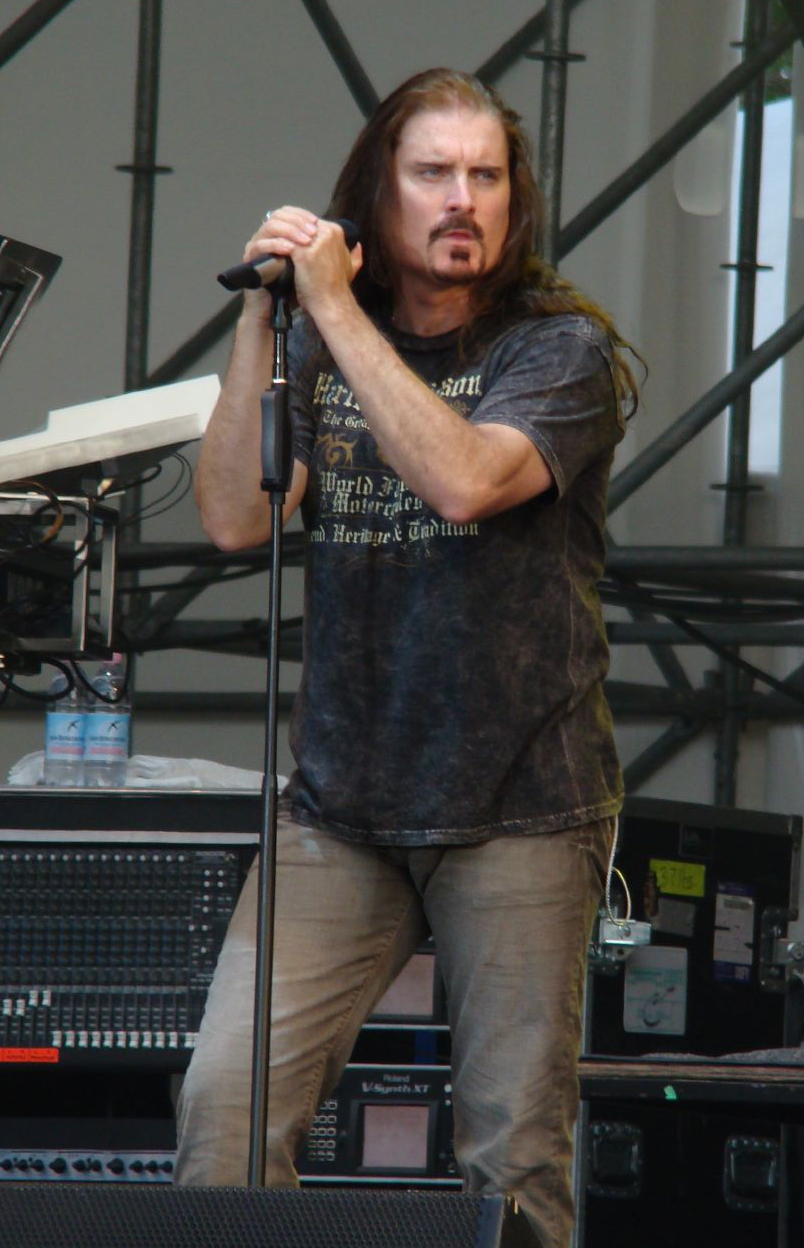
James LaBrie, le chanteur du groupe depuis 1991.

Le guitariste John Petrucci rencontre le batteur Mike Portnoy à l'université de musique de Berklee en septembre 1985. Avec John Myung à la basse, un ami d'enfance de John Petrucci, ils commencent à jouer régulièrement ensemble, essentiellement des reprises de Rush et Iron Maiden. Pour compléter la composition du groupe, ils engagent Kevin Moore aux claviers, un ancien camarade d'école qui avait déjà fait partie de l'ancien groupe de Petrucci et Myung Centurion. Lui aussi étudie la musique, mais à Fredonia, à New York. En mars 1986, le chanteur Chris Collins les rejoint et le groupe prend alors le nom de Majesty (majestueux, c'était ainsi que Portnoy qualifiait Bastille Day, un morceau du groupe Rush). Le premier concert du groupe a lieu à Bay Shore dans l'État de New York le 28 mai 1986. Leur musique est influencée par Rush et Iron Maiden mais aussi par le groupe  rock progressif Yes.
En septembre 1987, le groupe recrute un nouveau chanteur, Charlie Dominici, enregistre une démo et l'envoie à différents labels pour susciter leur intérêt. Le label Mechanic Records, situé à New York, les engage en juin 1988 et le groupe commence à enregistrer l'album When Dream and Day Unite. Malgré des critiques positives dans les magazines Kerrang!, Metal Forces et Metal Hammer, les ventes ne décollent pas aux États-Unis et le groupe tourne peu. Juste avant la sortie de l'album, le groupe doit changer de nom sous la menace d'une action judiciaire d'un autre groupe ayant le même nom. Ils choisissent alors de s'appeler Dream Theater. De plus, les performances scéniques de Charles Dominici déplaisent à Mike Portnoy et John Petrucci et le chanteur quitte le groupe à la fin de l'année 1989,.
Dream Theater traverse ensuite sa période la plus difficile. Le groupe reste plus d'un an sans chanteur, profitant de ce laps de temps pour travailler, s'exercer, mais aussi pour chercher le chanteur qu'il lui faut. C'est pendant cette période que des morceaux comme A Change Of Seasons, Take The Time ou Learning To Live sont écrits. Après avoir auditionné plusieurs chanteurs, dont un certain Sebastian Bach, le futur chanteur de Skid Row[réf. nécessaire] et John Arch de Fates Warning, Dream Theater embauche finalement le canadien Kevin LaBrie, ex-chanteur du groupe glam rock Winter Rose. Dream Theater comportant déjà deux John et un Kevin, LaBrie change son nom en James, son 2e prénom.

### Images and Wordset arrivée de James LaBrie (1991–1993)
Le groupe rejoint le label Atco Records, dirigé par Derek Shulman, un ancien membre du groupe de rock progressif Gentle Giant, et commence l'enregistrement de son second disque, Images and Words, en octobre 1991. Le groupe est déçu par la décision du label de ne pas inclure le morceau A Change of Seasons sur l'album. Le disque sort finalement le 7 juillet 1992 et rencontre un grand succès. Il est vendu à 1,5 million d'exemplaires et obtient le disque d'or aux États-Unis et aux Pays-Bas. Le morceau « Pull Me Under » devient rapidement un tube à la radio et le groupe a l'occasion de tourner un clip diffusé fréquemment sur la chaîne musicale MTV. Le magazine de rock progressif Big Bang considère l'album comme une pièce maîtresse du « hard progressif ». Dream Theater entame alors une tournée mondiale de 194 concerts à travers 17 pays différents durant 14 mois. Pour immortaliser la tournée, il enregistre son premier album en concert (Live at the Marquee) au Marquee Club de Londres.

### DeAwakeàMetropolis Pt. 2: Scenes from a Memory(1994–2000)

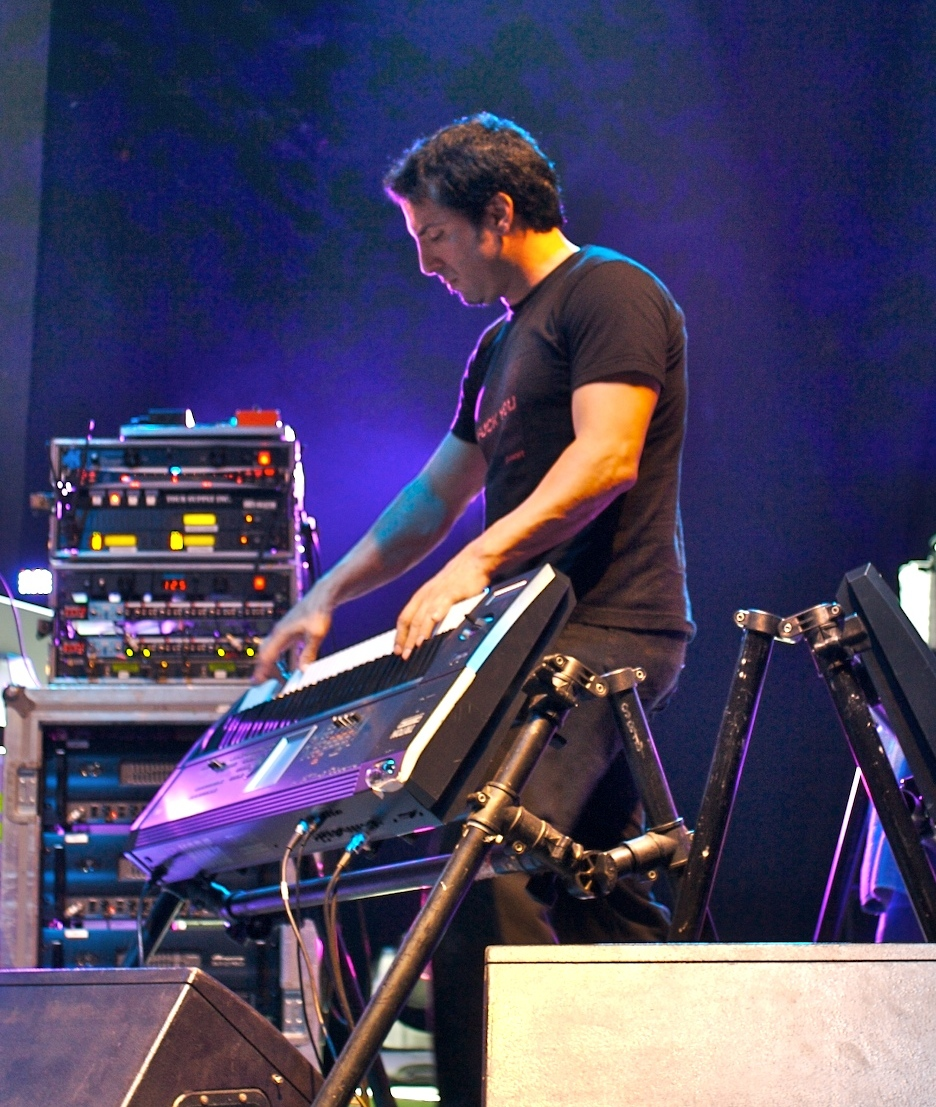
Derek Sherinian remplace Kevin Moore en 1994, juste après la sortie de l'album Awake et quitte le groupe en 1999.

Le troisième album, Awake (1994), est beaucoup plus sombre et heavy. L'album se vend à 900 000 exemplaires[réf. souhaitée]. Après l'enregistrement du troisième album, le claviériste Kevin Moore décide de quitter le groupe. Il est remplacé le temps d'un concert par Jordan Rudess, mais ce dernier préfère poursuivre l'aventure avec les Dixie Dregs. C'est finalement Derek Sherinian qui rejoint le groupe pour la tournée Waking Up the World qui suit la sortie de Awake à partir d'octobre 1994. En 1995, le groupe enregistre avec le nouveau claviériste Derek Sherinian le morceau A Change of Seasons initialement écrit pour figurer sur l'album Images and Words. Le morceau est une longue suite de plus de 23 minutes en sept mouvements. Il s'agit d'un vrai morceau de rock progressif comme Close to the Edge de Yes, Supper's Ready de Genesis ou encore 2112 de Rush. L'album est complété par des reprises de groupes ayant influencé Dream Theater enregistrées en concert au club Ronnie Scott's de Londres. On trouve ainsi une reprise d'Elton John, une reprise de Deep Purple (Perfect Strangers), un medley de Led Zeppelin et un long medley avec Pink Floyd (In the Flesh?), Kansas (Carry On My Wayward Son), Queen (Bohemian Rhapsody), Dixie Dregs (Cruise Control) et Genesis (Turn It On Again).

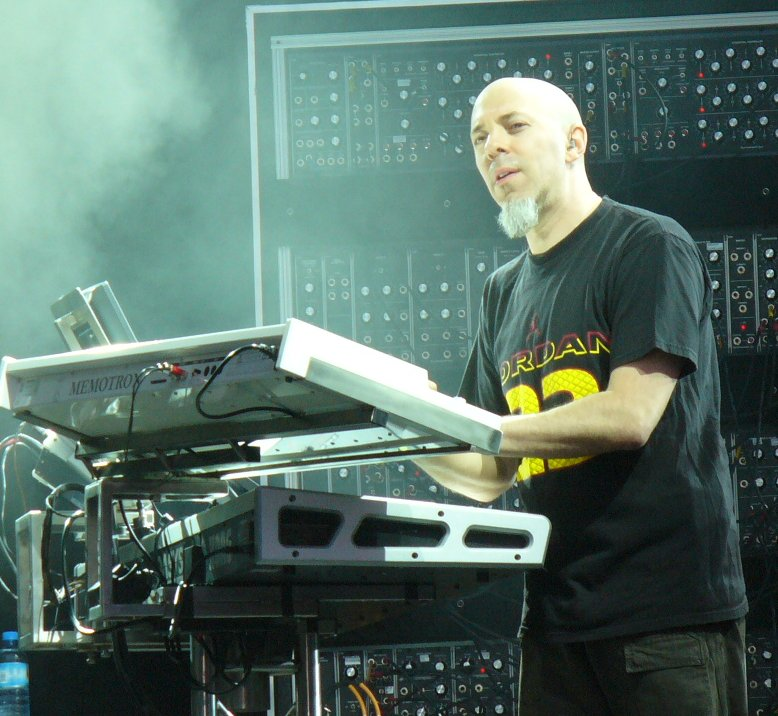
Après avoir collaboré avec Mike Portnoy et John Petrucci pour les deux albums de Liquid Tension Experiment, le claviériste Jordan Rudess remplace Derek Sherinian en janvier 1999.

Pour l'album suivant, Falling into Infinity (1997), le label Elektra Records souhaite que Dream Theater enregistre un album plus commercial avec des tubes pouvant être diffusés à la radio. Les membres du groupe acceptent de travailler avec le producteur Kevin Shirley et le compositeur Desmond Child. Ces exigences provoquent des tensions au sein du groupe qui est proche de la séparation. Malgré les concessions du groupe, l'album ne se vend pas mieux que les précédents. Dans le magazine Big Bang, Christian Aupetit et Frédéric Bellay y voient un très bon album. Parallèlement, John Petrucci et Mike Portnoy forment avec Tony Levin et Jordan Rudess un supergroupe de metal progressif dénommé Liquid Tension Experiment dans lequel ils peuvent s'exprimer comme ils le souhaitent hors des contraintes exigées par Elektra Records. La collaboration avec Jordan Rudess est excellente et Portnoy et Petrucci décident de se séparer de Derek Sherinian en janvier 1999 pour que Rudess rejoigne Dream Theater,.
Après l'échec relatif de l'album « commercial » Falling into Infinity, le label Elektra Records décide de laisser à Dream Theater une plus grande liberté artistique. Enfin libéré, le groupe écrit la suite du morceau Metropolis Pt 1 : The Miracle and the Sleeper paru sur Images and Words et compose un concept-album intitulé Metropolis Part 2: Scenes from a Memory. L'album est écrit et enregistré en même temps, comme l'avaient fait Mike Portnoy, John Petrucci et Jordan Rudess lors de l'enregistrement des albums de Liquid Tension Experiment. Le jeu de Jordan Rudess est différent de celui de ses prédécesseurs et transforme légèrement le style du groupe. Par moments, il tente de faire sonner son clavier comme une guitare électrique. Dans le morceau The Spirit Carries On, on reconnaît l'influence de Pink Floyd. Dans le magazine Big Bang, Christian Aupetit qualifie l'album de chef-d'œuvre et y voit le nouvel album de référence de Dream Theater après Images and Words (1992). De même, Bart Jan van der Vorst sur le site Dutch Progressive Rock Page, y voit le meilleur de Dream Theater. Live Scenes from New York, un triple album en concert (également disponible en vidéo) contenant notamment une interprétation de l'intégralité du album concept, lui succède (sorti la veille des attentats du 11 septembre 2001 et représentant New York et les tours jumelles enflammées, il est un temps retiré de la vente pour que la pochette soit modifiée).

### Six Degrees of Inner TurbulenceàOctavarium(2001–2006)
L'album suivant, Six Degrees of Inner Turbulence, marque le retour à un style plus metal. On reconnaît notamment l'influence de groupes comme Pantera (The Glass Prison), Tool (The Great Debate) ou Peter Gabriel (Solitary Shell). Bart Jan van der Vorst juge qu'il s'agit d'un bon album mais qu'il est un peu moins bon que le précédent. Bien que chaque chanson de l'album parle d'un personnage atteint d'une forme de trouble mental, on ne le considère pas véritablement comme un album concept (ainsi, The Glass Prison, partie intégrante de l'Alcoholics Anonymous Suite, dont les paroles sont écrites par Mike Portnoy, parle de l'alcoolisme dont il est atteint durant de nombreuses années).
Le groupe poursuit dans la même veine avec Train of Thought, qui sort le 11 novembre 2003. Mike Portnoy déclare vouloir écrire un album de metal classique. Cette année-là, Dream Theater tourne aux États-Unis avec deux autres groupes fondateurs du metal progressif, Fates Warning et Queensrÿche. C'est en quelque sorte la tournée des trois grands groupes de metal progressif.
L'influence de Metallica est la plus forte, ainsi que celle d'Iron Maiden dans une moindre mesure. En 2004, à l'occasion d'une nouvelle tournée mondiale, sort l'album et DVD Live at Budokan, enregistré à Tokyo.
À l'occasion des 15 ans de son premier album, When Dream and Day Unite, le groupe le reprend intégralement sur scène le 6 mars 2004 à Los Angeles. Pour l'occasion, ils sont rejoints par l'ancien chanteur Charlie Dominici et l'ancien claviériste Derek Sherinian. La tournée Train of Thought World Tour est immortalisée par un album en concert associé à un DVD enregistré le 26 avril 2004 au Budokan à Tokyo. L'album contient notamment un medley composé d'extraits de The Dance of Eternity, The Darkest of Winters, Erotomania, YtseJam, et Hell's Kitchen, ainsi que de morceaux de Liquid Tension Experiment comme Paradigm Shift et Universal Mind.
Le groupe sort son huitième album, Octavarium, le 7 juin 2005. Le titre éponyme (une suite de 24 minutes) rend compte des influences de grands noms du rock progressif (Pink Floyd, Genesis, King Crimson) sur le groupe. Certains voient en cet album une réaction aux deux précédents, bien plus orientés vers du heavy metal brut (alors qu'en réalité Dream Theater a toujours possédé un certain aspect pop, mais ne l'avait jamais réellement exprimé). Dream Theater vend 27 000 albums en une semaine aux États-Unis (36e place des ventes).
Alors que l'album est moins metal que les précédents, Dream Theater part en tournée nord américaine avec des groupes de heavy metal comme Megadeth, Anthrax, Life of Agony ou encore Symphony X dans le cadre du Gigantour. Le 25 juin 2005, ils font la première partie du concert de Iron Maiden au Parc des Princes à Paris, en France.

### Systematic ChaosetGreatest Hit(2006–2008)
À l'occasion des 20 ans du groupe, le 1er avril 2006, Dream Theater se produit au Radio City Music Hall de New York avec un orchestre symphonique pour accompagner ses morceaux. Le concert est enregistré et publié en format CD et DVD nommé Score le 29 août 2006.
Après une période de repos, le groupe se retrouve en septembre 2006 pour la promotion de Score, ainsi que pour l'écriture et l'enregistrement du prochain album, intitulé Systematic Chaos, lequel est sorti le 4 juin 2007. Pour ce nouvel album, le groupe investit de nouveau les Avatar Studios à New York et l'ingénieur du son est cette fois Paul Northfield (Rush, Queensrÿche, Suicidal Tendencies, Marilyn Manson). Pour cet album, le groupe a signé chez le label Roadrunner Records. Techniquement l'album se compose de huit morceaux, mais le premier morceau In Presence of Ennemies se divise en deux parties ; In the Presence of Enemies part I ouvrant l'album (Piste 1) et In the Presence of Enemies Part II terminant l'album. L'utilisation de la guitare à 7 cordes de John Petrucci donne à cet album un aspect très heavy. En effet, le titre The Dark Eternal Night commence par un riff qui peut être difficile à avaler à la première écoute. John Petrucci inaugure aussi dans cet album ses nouvelles guitares signature Music Man Ernie Ball Familly Reserve sous le nom de BFR 1, dont un bel aperçu des sonorités très polyvalentes est remarquable tout le long de l'album, avec Constant Motion et son intro très hard et saturée (ainsi qu'un solo où John Petrucci semble s'envoler par la puissance, l'énergie et la rapidité de son jeu) et Repentance, lors d'une minute de solo particulièrement douce, fluide et belle délivrée par l'incroyable performance guitaristique et mélodique, et les capacités sonores polyvalentes de la guitare. Repentance continue la AA Saga de Mike Portnoy. Constant Motion sera mis en scène pour un clip vidéo, premier depuis le milieu des années 1990. Une semaine après la sortie, le groupe a vendu 36 000 copies de l'album aux États-Unis, ce qui le place à la 19e place des ventes. Mike Stagno, critique sur le site Sputnikmusic, se dit franchement déçu par cet album.
Pour des raisons stratégiques de la part de la maison de disques, la tournée commença en Europe avec en première partie de concert le groupe de Metal néo-classique Symphony X. Le 1er avril 2008 sort dans les bacs une compilation intitulée Dream Theater's Greatest Hit (...And 21 Other Pretty Cool Songs). Le titre de la compilation est une référence humoristique au fait que Dream Theater n'ait jamais obtenu dans sa carrière qu'un seul véritable tube; « Pull Me Under » (Images and Words, 1992). Cette compilation est divisée en deux parties: Dark Side et Light Side, ceci dans le but de faire découvrir les multiples facettes du groupe et ainsi élargir, pourquoi pas, la communauté de fans déjà nombreuse.

### Black Clouds and Silver Linings(2008–2010)

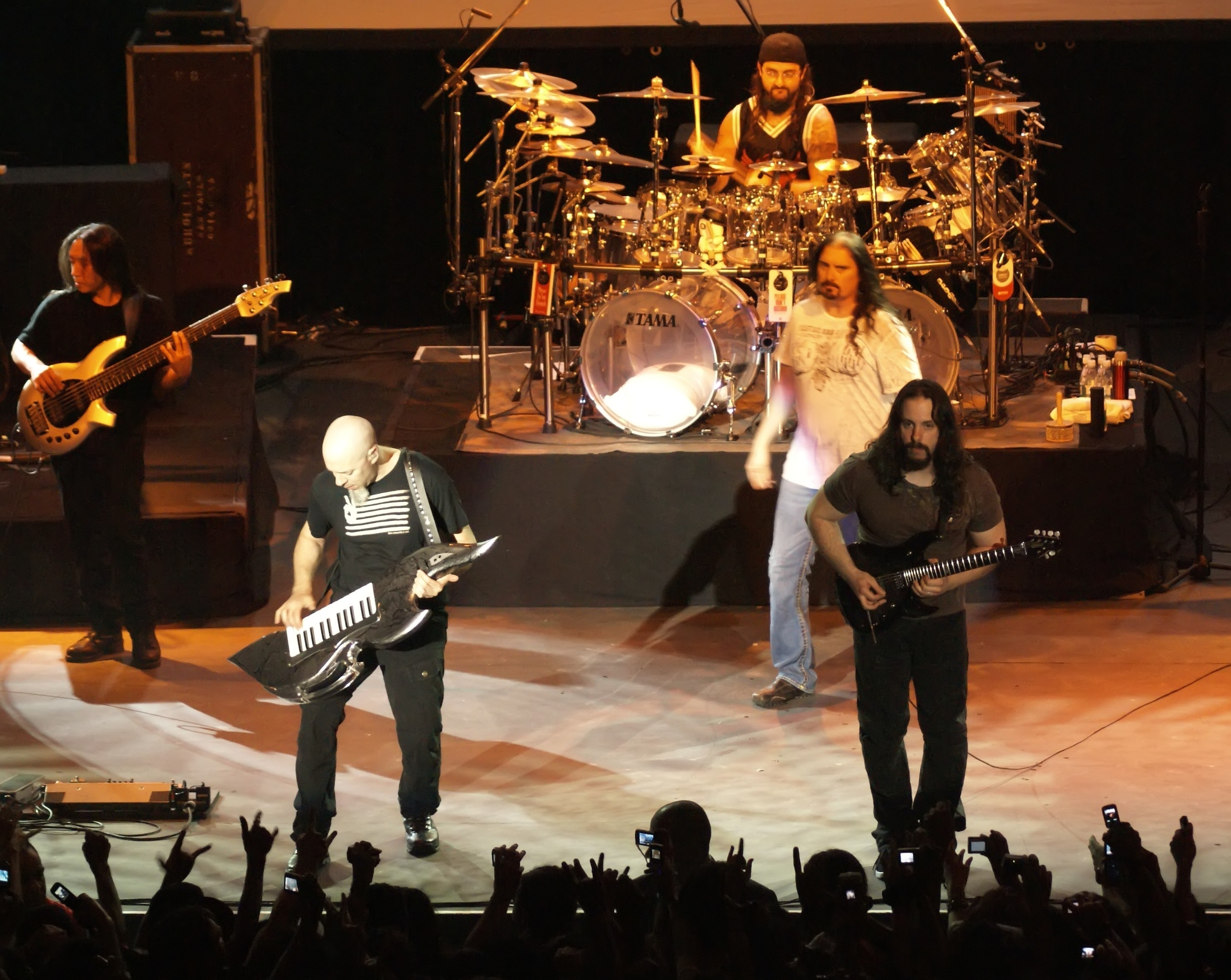
Dream Theater, en concert à Rio de Janeiro en 2008.

Après la tournée du Progressive Nation 2008, en compagnie d'autres groupes progressifs tels que Opeth et Between the Buried and Me, le groupe est retourné dans les studios en octobre pour enregistrer un dixième album, Black Clouds and Silver Linings, qui est sorti le 23 juin 2009. Le critique Trey Spencer, du site Sputnikmusic, se réjouit de voir Dream Theater revenir à un vrai travail d'écriture et de composition après plusieurs albums dont il avait l'impression que les morceaux ressemblaient plus à des sessions de jam qu'à de vraies compositions. Une semaine après la sortie de l'album, le groupe vend 40 000 exemplaires aux États-Unis, ce qui place l'album à la 6e place des ventes. C'est la première fois qu'un album du groupe monte aussi haut dans le Billboard américain. Dans le Washington Post, le journaliste Alexander Remington juge qu'il s'agit d'un bon album.
À la fin de l'année, le groupe se retrouve quatre jours en studio pour enregistrer un morceau instrumental, Raw Dog, pour les besoins du jeu vidéo God of War III. Utilisant des subsides d'idées[Quoi ?] de l'album précédent, le groupe produit rapidement un titre agressif qui divise les fans[réf. nécessaire]. Durant l'été 2010, Dream Theater effectue une tournée en première partie d'Iron Maiden, un groupe qui a eu une grande influence sur eux. Après cette tournée, Mike Portnoy part en tournée avec le groupe Avenged Sevenfold dont le batteur, Jimmy Sullivan, est brutalement décédé.

### Départ de Mike Portnoy (2010–2011)

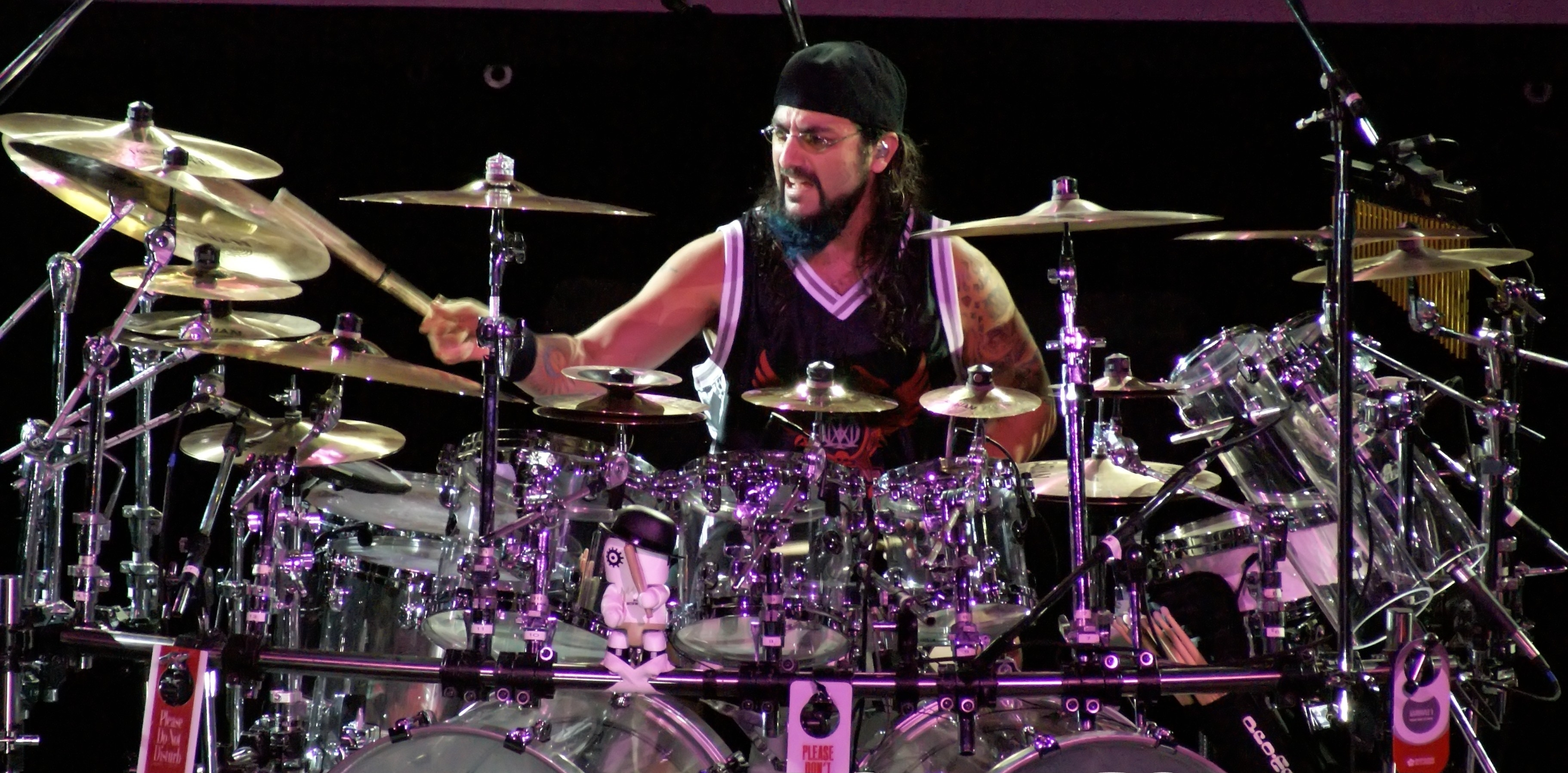
Mike Portnoy, membre fondateur du groupe, annonce son départ le 8 septembre 2010.

Le 8 septembre 2010, Mike Portnoy annonce sur son forum sa séparation du groupe : « Je ne souhaitais que faire une pause (et pas une rupture) »,. Il précise qu'il a toujours de bonnes relations avec le groupe, mais qu'il prenait maintenant bien plus de plaisir avec ses autres projets. Le musicien a fait part de sa décision dans un communiqué : « Après 25 ans, j’ai décidé de quitter Dream Theater, le groupe que j’ai fondé, dirigé et aimé pendant un quart de siècle ». Pour plusieurs personnes, cette nouvelle aura l’effet d’un choc. Elle sera également mal interprétée par certains. « Croyez-moi, la décision n’a pas été prise à la légère. J’y songeais depuis environ un an », écrit-il. « Après avoir vécu de belles expériences en jouant avec Hail!, Transatlantic et Avenged Sevenfold au cours de la dernière année, j’ai constaté que j’avais plus de plaisir et de meilleures relations interpersonnelles au sein de ces autres projets que j’en avais désormais avec Dream Theater. N’interprétez pas mal mes propos. J’adore les gars de Dream Theater, avec qui je partage ces liens particuliers, toute cette histoire et notre amitié. Je croyais toutefois que nous avions sérieusement besoin d’une pause », ajoute-t-il.
Dans sa déclaration, Mike Portnoy traite également des responsabilités qu’il devait assumer au sein de son groupe même lorsque celui-ci était officiellement en congé. « La machine » commençait à l’épuiser. « J’ai pris connaissance du fait que je devais prendre une pause du groupe afin de sauver ma relation avec les autres membres et garder cette faim, cet esprit, que j’avais pour la formation. », dit-il. Pour le bien de Dream Theater, Mike Portnoy voulait d’abord prendre un répit et espérait que ses collègues fassent de même, affirme-t-il. « Tristement, en discutant avec les gars, ils ne voyaient pas la situation du même œil. Ils ont décidé de continuer sans moi au lieu de prendre une pause. J’ai même offert de travailler avec eux à l’occasion en 2011, ce que je ne voulais pas faire à l’origine, mais ça n’a pas marché. » Afin de ne pas retenir Dream Theater, Mike Portnoy a tout simplement décidé de quitter le navire. Dans son communiqué, il présente ses excuses aux fans qui seront déçus par son départ. Portnoy voulait faire une pause de cinq ans. Les autres membres du groupe n'ont pas voulu.

### A Dramatic Turn of Events(2011–2012)

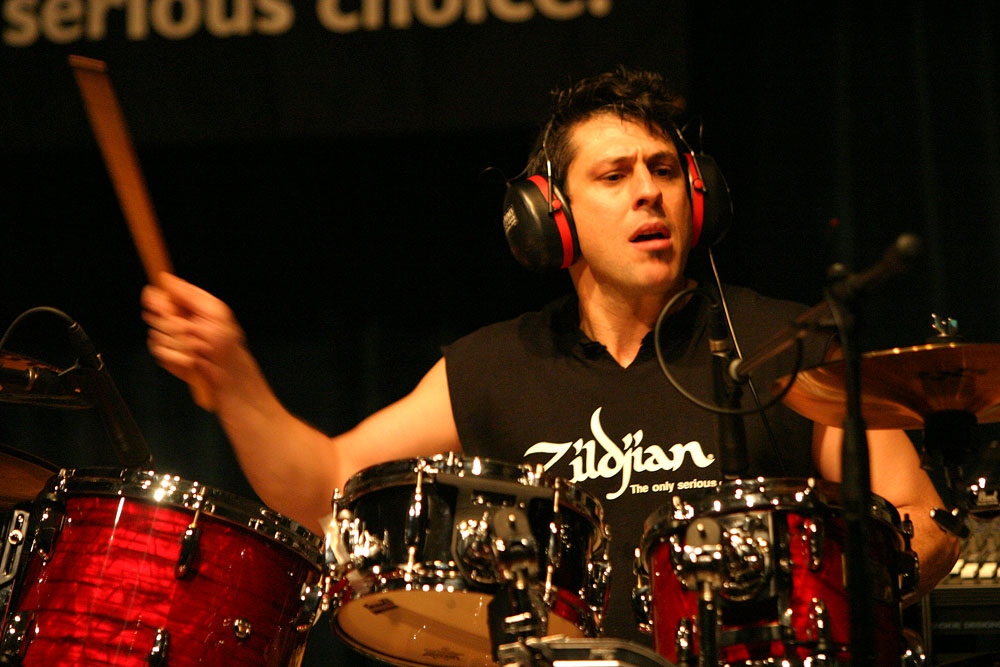
Après le départ de Mike Portnoy, Mike Mangini rejoint Dream Theater en 2011. Auparavant, il jouait avec Extreme et Steve Vai, et enseignait au Berklee College of Music.

Environ un mois après le départ de Portnoy, le groupe se lance à la recherche d'un nouveau batteur et entame une série d'auditions avec sept batteurs sélectionnés (Derek Roddy, Marco Minnemann, Thomas Lang, Virgil Donati, Mike Mangini, Aquiles Priester et Peter Wildoer). Le 29 avril 2011, les membres de Dream Theater annoncent officiellement que Mike Mangini est le nouveau batteur du groupe. Après avoir quitté le groupe en septembre 2010, Portnoy propose de revenir en décembre de la même année mais Dream Theater avait déjà engagé Mike Mangini et la proposition de Portnoy est arrivée trop tard.
Le 3 janvier 2011, le groupe rentre au Cove City Sound Studio de New York pour enregistrer leur nouvel opus, sans Mangini, John Petrucci reste seul producteur du groupe et compose la quasi-totalité des chansons seul, ou en collaboration avec Myung et Rudess et le processus de composition s'achève en mars 2011. L'arrivée de Mangini se fait pour l'enregistrement de ses parties, guidé par les pré-enregistrements que Petrucci a fait à l'aide d'un logiciel. Le 8 juin 2011, Dream Theater annonce la date et le nom du prochain album : A Dramatic Turn of Events qui est prévu pour le 13 septembre 2011. Une vingtaine de jours plus tard, la chanson On The Backs of Angels est publiée sur la chaine officielle de Roadrunner Records. L'album est bouclé le 28 juin 2011, puis le groupe commença une tournée « d'échauffement » pour présenter son nouveau batteur (durant cette tournée, On The Backs of Angels sera le seul nouveau titre joué) à Rome le 4 juillet 2011.
A Dramatic Turn of Events sort le 13 septembre 2011. Avec 36 000 exemplaires vendus la première semaine aux États-Unis, l'album se place à la 8e place des ventes et entre dans le top 10 des ventes aux Pays-Bas, en Norvège, en Autriche, au Japon et en Allemagne,. Il est bien accueilli par la critique. Dans le magazine M Music & Musician Magazine, Russell Hall y voit l'album de Dream Theater le mieux écrit depuis Six Degrees of Inner Turbulence (2002). Pour Dave Bairds, du site Dutch Progressive Rock Page, il s'agit tout simplement du meilleur album depuis Scenes from a Memory (1999). Ses collègues, John O'Boyle et Erik Laan partagent son avis. De même, Trey Spencer, du site Sputnikmusic, y voit un retour aux sources et compare l'album à Images and Words et Awake.
La tournée mondiale, A Dramatic Turn of Events Tour (en) commence en Amérique du Nord à l'automne 2011 avec le groupe Trivium en première partie et se poursuit en Europe au premier semestre de l'année 2012 avec le groupe Periphery. Lors de l'été 2012, le groupe partage l'affiche de la tournée nord-américaine avec d'anciens musiciens de King Crimson réunis au sein du The Crimson Projekct. Lors des deux concerts au Luna Park à Buenos Aires les 19 et 20 août 2012, Dream Theater joue quatre morceaux (The Silent Man, Beneath the Surface, Wait for Sleep et Far from Heaven) avec un quatuor à cordes, dont les parties ont été écrites par Eren Başbuğ. Ces deux concerts sont filmés afin de produire un nouveau DVD,.

### Dream Theater(2013–2014)
Le groupe annonce le 6 juin 2013 sur son site officiel, la sortie de son douzième album studio, homonyme, pour le 24 septembre. Celui-ci se classe 7e au Billboard 200 et s'est vendu à plus de 34 000 exemplaires à sa première semaine aux États-Unis. Lors de la tournée de promotion, le groupe donne un concert unique au Boston Opera House le 25 mars 2014, en présence de l'orchestre et de la chorale du Berklee College of Music. Leur performance est filmée par Pierre et François Lamoureux, conduisant à sa sortie en DVD/Blu-Ray le 30 septembre 2014, intitulée Breaking the Fourth Wall, produite par John Petrucci et mixée/matricée par Richard Chycki.

### The Astonishing(2015–2017)
Le treizième album studio du groupe, The Astonishing, est publié le 29 janvier 2016. Il s'agit d'un opéra-rock en deux actes racontant une dystopie dans laquelle la musique est produite de manière électronique par des drones contre lesquels le héros Gabriel va se rebeller. La sortie de l'album est suivie d'une tournée européenne,.
En 2017, Dream Theater célèbre le 25e anniversaire de l'album Images and Words et lance une tournée mondiale intitulée Images, Words and Beyond Tour. Le 10 décembre 2017, le groupe annonce qu'il quitte Roadrunner Records pour rejoindre InsideOut Music, un label plus indépendant et orienté vers le progressif. Un 14e album est attendu pour 2019.

### Distance over Time(2017–2020)
Le quatorzième album Distance over Time est enregistré en juin et juillet 2018. La musique est signée collectivement par le groupe et les paroles sont écrites par Petrucci, Labrie, Myung et pour la première fois par Mangini. En prévision de l'album, le groupe a lancé une "chasse au trésor" sous la forme d'un jeu en réalité alternée dans lequel les participants devaient rechercher divers indices sur internet. Le jeu a finalement conduit à un site annonçant que le titre de l'album était Distance over Time. Le site a également révélé la pochette de l'album, sa date de sortie prévue en février 2019, ainsi que les dates d'une tournée en Amérique du Nord pour célébrer le 20e anniversaire du cinquième album du groupe Metropolis Part 2: Scenes from a Memory. Pendant la tournée européenne, les concerts donnés à Londres ont été filmés et publiés sous le titre de Distant Memories - Live in London. Le 6 novembre 2018, un communiqué de presse d'InsideOut Music a officiellement annoncé Distance over Time, avec une date de sortie le 22 février 2019. À sa sortie, l'album a été acclamé par la critique en général.

### A View from the Top of the World(2020–2023)
John Petrucci a confirmé que le groupe utilisait le temps d'arrêt dû à l’épidémie mondiale de coronavirus pour commencer les sessions d'écriture des chansons du prochain album qui sera le quinzième du groupe. Petrucci, Rudess, Myung et Mangini sont entrés en studio alors que Labrie a préféré rester chez lui au Canada par crainte des séquelles dues au coronavirus. James LaBrie a participé aux séances via l'application Zoom.
Le 28 juillet 2021, le groupe annonce son quinzième album, A View from the Top of the World. Le titre The Alien sort le 13 août 2021 en amont de l'album. Celui-ci paraîtra le 22 octobre 2021 et sera suivi d'une tournée nord-américaine.
Le 4 avril 2022, le groupe remporte un Grammy Award dans la catégorie Meilleure performance metal, pour le single The Alien, lors de la 64e Cérémonie des Grammy Awards.

### Retour de Mike Portnoy etParasomnia(depuis 2023)
Le 25 octobre 2023, le groupe annonce le retour de Mike Portnoy à la batterie. Le 17 novembre suivant, Charlie Dominici, chanteur sur le premier album du groupe, meurt à l'âge de 72 ans.
Le 10 octobre 2024, le groupe annonce son seizième album, intitulé Parasomnia et prévu pour le 2 février 2025, et publie le single Night Terror. C'est le premier album avec Mike Portnoy à la batterie depuis Black Clouds and Silver Linings sorti en 2009. Pour célébrer son 40e anniversaire, le groupe débute une tournée mondiale le 20 octobre 2024 avec un concert d'ouverture à Londres, le premier avec Mike Portnoy depuis 2010.

## Style musical

### Influences
Dream Theater est un groupe de metal progressif, ce qui signifie qu'il est à la fois influencé par des groupes de heavy metal comme Iron Maiden, Judas Priest et Black Sabbath, et par des groupes de rock progressif comme Pink Floyd, Yes, Genesis et Rush,.
Les influences de Dream Theater peuvent être analysées au travers des nombreuses reprises que le groupe a jouées en concert mais aussi enregistrées. Le groupe s'est notamment distingué en reprenant en concert certains albums en intégralité, The Number of the Beast d'Iron Maiden, Master of Puppets de Metallica, The Dark Side of the Moon de Pink Floyd, Operation: Mindcrime de Queensrÿche et Live in Japan de Deep Purple. Ces reprises témoignent de l'influence du heavy metal et du rock progressif sur la musique de Dream Theater. De son côté, le batteur Mike Portnoy participe à un certain nombre de disques en hommage à certains groupes. Il apparaît sur l'album Yellow Matter Custard (2003) en hommages aux Beatles, sur Hammer of Gods (2006) en hommage à Led Zeppelin, sur Cygnus and the Sea Monsters (2006) en hommage à Rush et enfin sur Amazing Journey en hommage aux Who. Le claviériste Jordan Rudess reprit dans son album solo The Road Home (en) Tarkus en intégralité, album du groupe Emerson, Lake and Palmer, pionnier du rock progressif.
Dream Theater pratique aussi la citation ou la quasi-citation en reprenant dans ses morceaux des thèmes provenant d'autres groupes. McCandless voit dans cet art de la quasi-citation un trait postmoderne. Par exemple, le thème de basse en introduction de Home ressemble au thème du morceau Forty-Six and 2 de Tool dans l'album Ænima (1996).

### Instruments
Dream Theater emprunte au rock progressif l'utilisation des claviers et notamment des synthétiseurs. De tels groupes ont souvent innové dans l'utilisation des claviers en faisant un usage important du mellotron ou des synthétiseurs Moog. Le claviériste de Dream Theater Jordan Rudess utilise quant à lui des synthétiseurs Korg, en particulier l'Oasys, complété bientôt par un Memotron (mellotron virtuel analogique), ainsi que d'un clavier-guitare (keytar) pour des solos et duels épisodiques avec John Petrucci. Il rajoute parfois à son arsenal un antique Moog modulaire type 55. À l'instar des grands claviéristes de rock progressif, il utilise également de nouveaux instruments, comme le Haken Continuum fingerboard qu'il introduit à partir de l'album Octavarium, et dont il est l'un des premiers utilisateurs.
Comme dans l'ère classique du rock progressif, les musiciens de Dream Theater aiment transformer les instruments standards du rock. Par exemple, Mike Mangini utilise une énorme batterie ; John Petrucci utilise souvent une guitare à sept cordes et John Myung une basse à six cordes ainsi qu'un Chapman Stick, instrument typique du rock progressif, qui a notamment été utilisé par les bassistes de King Crimson, Tony Levin et Trey Gunn.

### Compositions
Comme les groupes de rock progressif, Dream Theater aime composer des morceaux longs et structurés en plusieurs mouvements ainsi que des album-concepts. Ainsi Metropolis part 2 : Scenes from a Memory est un concept album dans la tradition des grands concept-albums du rock progressif comme Sgt. Pepper des Beatles et The Wall des Pink Floyd. De même, la longue suite A Change of Seasons s'inscrit dans la tradition des longues suites de rock progressif comme Close to the Edge de Yes.
Dans le rock progressif, l'ensemble des musiciens montre sa virtuosité et tous les instruments ont un solo dans le morceau. On retrouve cette caractéristique dans les compositions de Dream Theater. Certains morceaux comme The Dance of Eternity (Metropolis Part. 2) sont de véritables démonstrations techniques.

## Importance et hommages
Dream Theater est considéré comme un des groupes de metal progressif les plus importants. Par exemple, le producteur suédois Dan Swanö considère que Images and Words (1992) et Awake (1994) sont les deux meilleurs albums de metal progressif de tous les temps et qu'ils ne pourront jamais être égalés. En 2012, les lecteurs du magazine Rolling Stone ont élu l'album Metropolis Part 2: Scenes From a Memory comme le meilleur album de rock progressif de tous les temps devant 2112 de Rush et Close to the Edge de Yes.
Le groupe a énormément tourné. Il a souvent utilisé sa notoriété pour donner à d'autres groupes de rock progressif ou de metal progressif une plus grande visibilité. Il a ainsi tourné avec Symphony X, Porcupine Tree, Pain of Salvation, Spock's Beard ou encore Vanden Plas. Par ailleurs, le groupe organise depuis 2008 la tournée Progressive Nation.
En 2007, le String Quartet Tribute rend hommage à Dream Theater avec l'album The String Quartet Tribute to Dream Theater (Vitamin Records (en)).

## Membres

### Membres actuels
- John Petrucci : guitares, chœurs (depuis 1985)
- John Myung : basse, chapman stick (depuis 1985)
- James LaBrie : chant, percussions (depuis 1991)
- Jordan Rudess : claviers, lap steel guitar, continuum (depuis 1999)
- Mike Portnoy : batterie, percussions, chœurs (1985-2010, depuis 2023)

### Anciens membres
- Chris Collins : chant (1986)
- Charlie Dominici  (†) - chant (1987-1990), mort le 17 novembre 2023
- Kevin Moore : claviers (1986-1994)
- Derek Sherinian : claviers, chant (1995-1999)
- Mike Mangini - batterie (2011-2023)

## Discographie

### Albums studio
- 1989 : When Dream and Day Unite
- 1992 : Images and Words
- 1994 : Awake
- 1997 : Falling into Infinity
- 1999 : Metropolis Part 2: Scenes from a Memory
- 2002 : Six Degrees of Inner Turbulence
- 2003 : Train of Thought
- 2005 : Octavarium
- 2007 : Systematic Chaos
- 2009 : Black Clouds and Silver Linings
- 2011 : A Dramatic Turn of Events
- 2013 : Dream Theater
- 2016 : The Astonishing
- 2019 : Distance over Time
- 2021 : A View from the Top of the World
- 2025 : Parasomnia

### Albums en concert
- 1993 : Live at the Marquee
- 1998 : Once in a LIVEtime
- 2001 : Live Scenes from New York
- 2004 : Live at Budokan
- 2006 : Score
- 2008 : Chaos in Motion 2007-2008
- 2013 : Live at Luna Park
- 2014 : Breaking the Fourth Wall
- 2020 : Distant Memories - Live in London

### Compilations
- 2008 : Greatest Hit (...And 21 Other Pretty Cool Songs)

### EPs
- 1995 : A Change of Seasons
- 2009 : Wither

## Vidéographie
- 1993 : Images and Words: Live in Tokyo
- 1998 : 5 Years in a LIVEtime
- 2000 : Metropolis 2000: Scenes from New York
- 2004 : Images and Words: Live in Tokyo / 5 Years in a LIVEtime
- 2004 : Live at Budokan
- 2006 : Score
- 2008 : Chaos in Motion 2007-2008
- 2013 : Live at Luna Park
- 2014 : Breaking the Fourth Wall
- 2020 : Distant Memories Live In London